# هواندرلو
هواندرلو (به هلندی: Hoenderloo) یک منطقهٔ مسکونی در هلند است که در آپلدورن واقع شده‌است. هواندرلو ۱٬۶۱۵/۶۵ نفر جمعیت دارد.